# Pandanus julianettii
Pandanus julianettii är en enhjärtbladig växtart som beskrevs av Ugolino Martelli. Pandanus julianettii ingår i släktet Pandanus och familjen Pandanaceae. Inga underarter finns listade.